# Dalbergia godefroyi
Dalbergia godefroyi är en ärtväxtart som beskrevs av David Prain. Dalbergia godefroyi ingår i släktet Dalbergia, och familjen ärtväxter. Inga underarter finns listade i Catalogue of Life.